# 不丹是教室
是一部於2019年上映的不丹劇情片，由台灣海鵬影業發行，巴沃邱寧多傑身兼編劇和導演，由不丹創作歌手希拉布多吉主演。於2020年7月17日起在台灣上映。

## 劇情
烏金是不丹一位年輕老師，但他不想教書，反而嚮往能去澳洲，成為一名流浪歌手。教育部為了安撫他，派他到「世界最高學府」任教，一個位於海拔5000公尺的魯納納國小，當地不僅景色宜人，一年也只需上幾個月的課…。
經過8天長途跋涉後，烏金終於抵達魯納納國小，才發現自己被放逐在一個完全遠離舒適生活圈的環境中。當地沒有電力、聽不見流行音樂，最誇張的是，教室裡竟連「黑板」都沒有…。村民熱情歡迎他的到來，他卻第一次感到人生的無力感，簡直欲哭無淚…。
苦無退路之下，烏金只得硬著頭皮，展開他在「最高學府」的教學生涯。當孩子們的讀書聲，重新迴盪在雪山上，他竟從他們的學習渴望中，找到了從事教職的價值與快樂。眼看寒冬來臨、暴雪將至，學校也要關閉了。此時已愛上魯納納的烏金，得趕在冰雪封路之前，決定要不要留下來…。

## 人物
- 希拉布多吉：飾 Ugyen Dorji
- Oriana Chen：飾 Extra
- Tshering Dorji：飾 Singye
- 凱兒丹拉姆古龍格：飾 Saldon
- 烏顏諾布蘭迪普：飾 Michen
- Sonam Tashi：飾 Tandin
- 佩姆扎姆：飾 Pem Zam

## 製作
由不丹知名攝影師、編導巴沃邱寧多傑與妻子台灣製片賴梵耘（名劇作家賴聲川女兒）聯手製作，登上5000多公尺的喜馬拉雅山脈上、一個與世隔絕的村落拍攝，一探這個國家的幸福發源地。
冰川高山景緻壯闊吸睛，讓觀眾親身感受這種遺世獨立的生活型態，電影更獲國際媒體〈AMP〉盛讚為「讓人驚歎的美麗與善良」。
位於海拔5000公尺的魯納納國堪稱是世界上最遙遠的學校，它位於喜馬拉雅山脈冰川之上，須經八天長途跋涉、穿越世上最高山脈才能到達。當地氣候嚴寒、
物資匱乏，卻聚齊了天堂的一切要素，皓白雪山、湛藍天空、青綠春草、純淨湖泊，襯以氂牛、寺廟與經幡，被旅人頌為「天堂的入口」，擁有讓人無法自拔、終生難忘的壯麗景緻。有趣的是，村落迄今都沒有電力與網路，全片完全仰賴太陽能發電才拍攝完成，而終其一生從未離開過魯納納的村民，都受邀入鏡、參與了本片的拍攝。

## 軼聞
第一次演出電影「不丹是教室」就大受歡迎的男主角希拉布多吉（Sherab Dorji），本身是不丹創作歌手，還曾為音樂夢而輟學。他在演出電影「不丹是教室」前，已決定移民澳洲追逐音樂夢，卻不料遭導演巴沃邱寧多傑從中攔截，不僅依他夢想與處境、量身打造男主角「烏金」一角，成為他的銀幕處女作，更藉此將他留在不丹，成就了一場留住人才的佳話。希拉布多吉目前在不丹首都廷布成立「音樂工作室」〈M-Studio〉，留在自己國家打造音樂夢想。
飾演「Saldon」的凱兒丹拉姆古龍格（KeldenLhamo Gurung）是不丹「音樂工作室」〈M-Studio〉的簽約藝人，現仍就讀於不丹皇家廷布學院，曾創作多首大受歡迎的歌曲。她為演出銀幕處女作《不丹是教室》以歌聲供養大地的神祕女子「莎爾頓」一角，還特地休學一年、全心上山練唱、以求演出投入，直到電影拍完才下山復學。
凱兒丹拉姆古龍格（KeldenLhamo Gurung）其實就是不丹創作歌手希拉布多吉（Sherab Dorji）的正牌女友。希拉布多吉是在導演巴沃邱寧多傑遍尋不著人選時靦腆推薦自己人，沒想到一試鏡就當場成功。

## 評價
根据評論匯總网站爛番茄汇总的48篇评论文章，98%的评论家给予该作正面评价，平均打分为7.7分（满分10分），網站影評家共識寫道：「《不丹的教室》一個簡單的故事，卻有著寬廣的胸懷——提醒人們電影具有跨越國際邊界交流普遍真理的能力。」，Metacritic根據10條評論，獲得79分，代表「普遍好評」。

## 榮譽
- 美國棕櫚泉國際影展 最佳影片大獎/ 觀眾票選獎
- 開羅國際影展 最佳影片/ 最佳首部電影 提名
- 加爾各答國際影展（英语：Kolkata International Film Festival） 最佳國際電影 提名[7]
- 倫敦國際影展 觀摩影片
- 溫哥華國際影展 觀摩影片
- 美國克利夫蘭國際影展（英语：Cleveland International Film Festival） 觀摩影片[8]
- 中國電影金雞獎 觀眾票選獎
- 第94屆奧斯卡金像獎 最佳國際影片 提名

## 外部連結
- 官方网站
- 互联网电影数据库（IMDb）上《不丹是教室》的资料（英文）
- Yahoo奇摩電影上《不丹是教室》的資料（繁體中文）
- 開眼電影網上《不丹是教室》的資料（繁體中文）